# Lamorlaye
Lamorlaye est une commune française située dans le département de l'Oise en région Hauts-de-France.

## Géographie

### Situation
Lamorlaye se situe dans le sud du département de l'Oise et de la région Hauts-de-France, à proximité de la région Île de France, à une distance orthodromique de 34 km au nord - nord-est de Paris, en forêt de Chantilly et dans la vallée de la Thève.
Elle fait partie du parc naturel régional Oise-Pays de France.
La commune se trouve dans l'aire d'attraction de Paris, dans l'unité urbaine de Chantilly et dans le bassin de vie de cette ville, et dans la zone d'emploi de Creil.

### Communes limitrophes
Les communes limitrophes sont Gouvieux, Boran-sur-Oise, Chantilly, Coye-la-Forêt et Asnières-sur-Oise.

### Géologie et relief
La superficie de la commune est de 15,34 km2 ; son altitude varie de 23  à   110 mètres.
Louis Graves indiquait en 1828 que « Le territoire se compose d'une grande partie des marais de la Thève, et d'une partie du plateau qui porte la forêt du Lys ; il est limité au nord par les pentes du plateau de Chantilly »

### Hydrographie

#### Réseau hydrographique

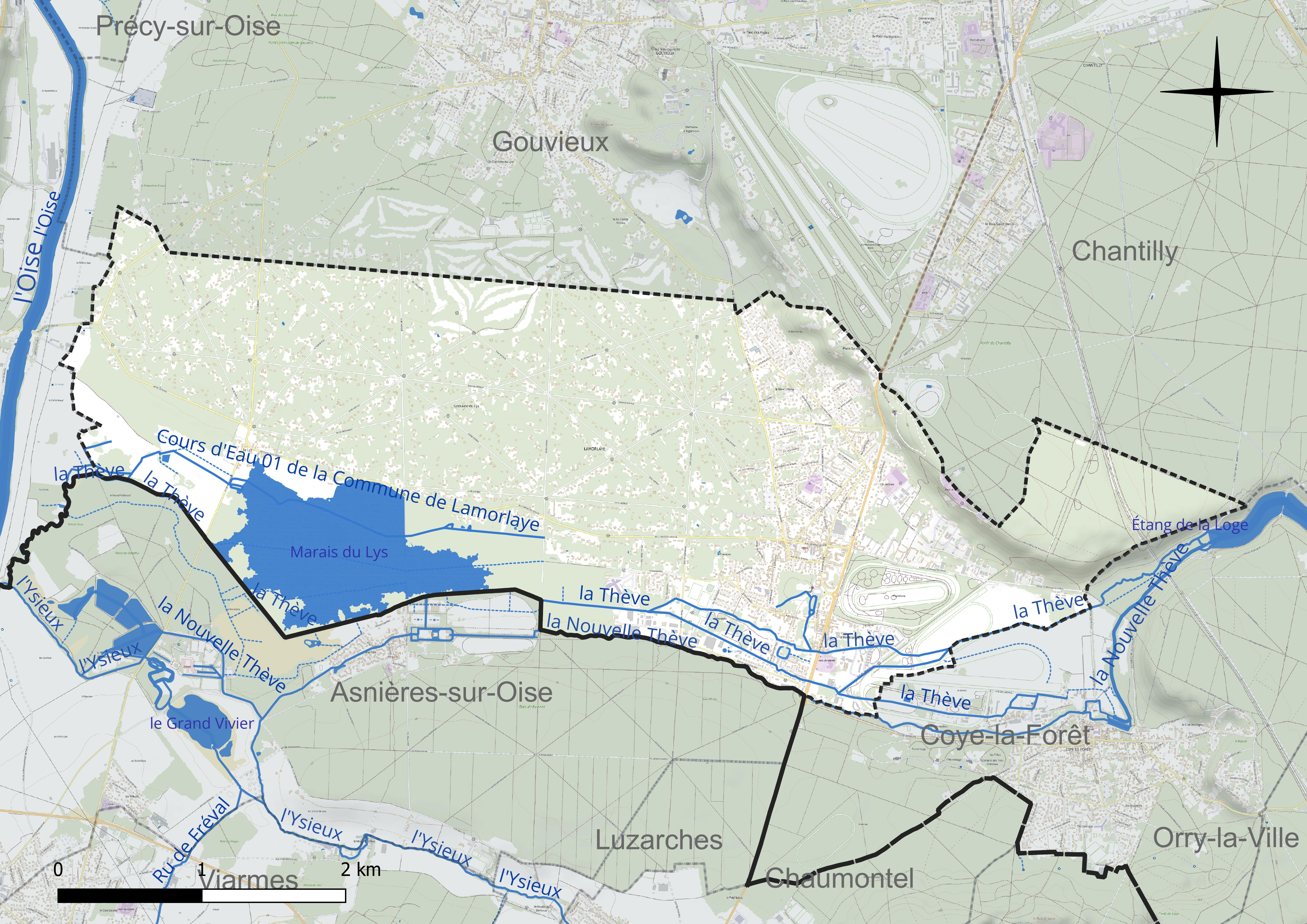
Réseau hydrographique de Lamorlaye.

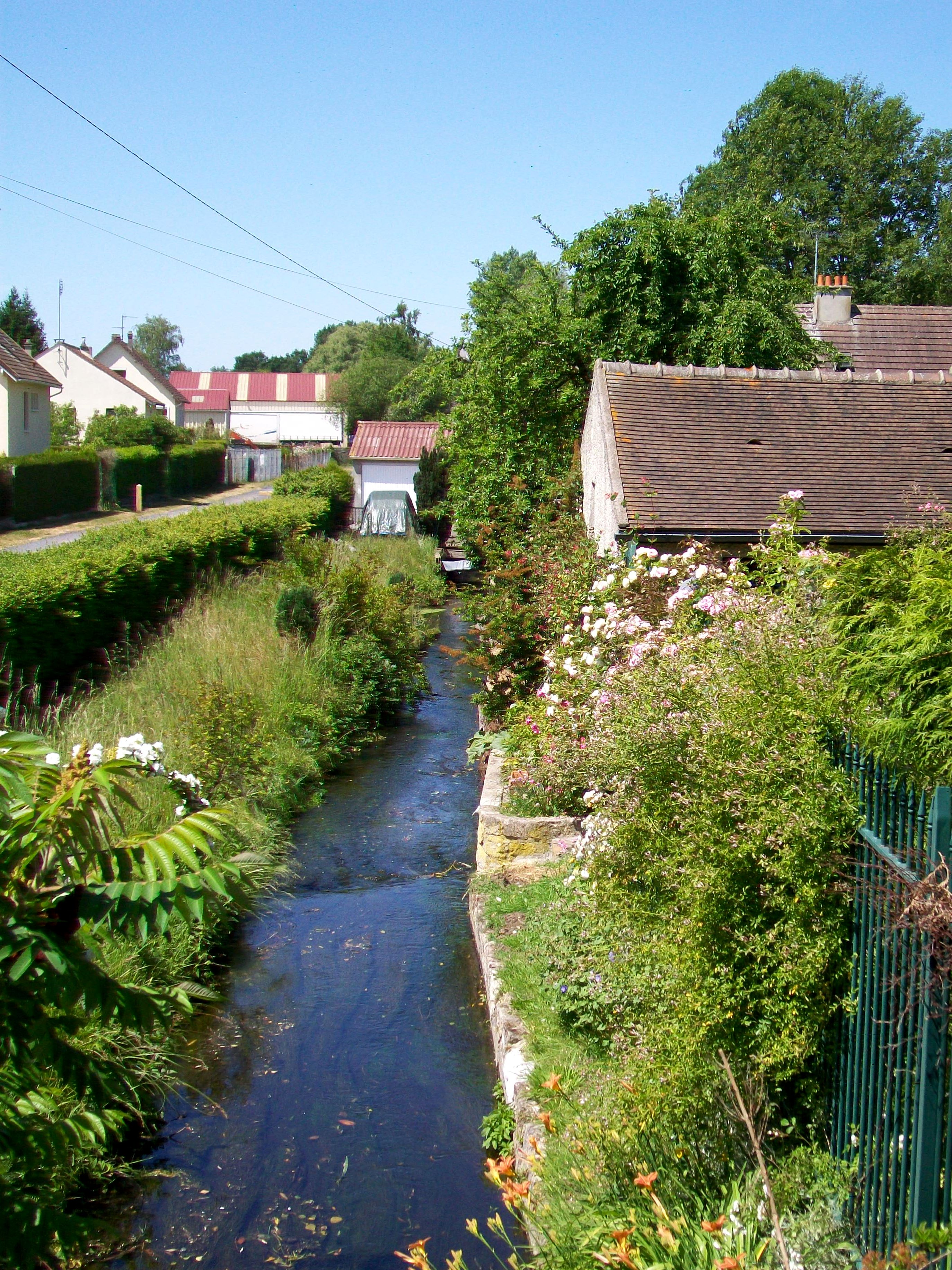
La vieille Thève au sud de Lamorlaye.

La commune est située dans le bassin Seine-Normandie. Elle est drainée par la Thève, la Nouvelle Theve et un autre petit cours d'eau,.
La Thève, d'une longueur de 34 km, prend sa source dans la commune de Dammartin-en-Goële et se jette  dans l'Oise à Boran-sur-Oise, après avoir traversé 13 communes.
Un plan d'eau complète le réseau hydrographique : le marais du Lys, d'une superficie totale de 112,4 ha (112,3 ha sur la commune),.

#### Gestion et qualité des eaux
Le territoire communal est couvert par le schéma d'aménagement et de gestion des eaux (SAGE) « Sensée ». Ce document de planification concerne un territoire de 413 km2 de superficie, délimité par le bassin versant de la Nonette et de ses deux principaux affluents, la Launette et l'Aunette. Le périmètre a été arrêté le 3 avril 1998 et le SAGE proprement dit a été approuvé le 28 juin 2006, puis révisé le 15 décembre 2015. La structure porteuse de l'élaboration et de la mise en œuvre est le syndicat Interdépartemental du SAGE de la Nonette.
La qualité des cours d'eau peut être consultée sur un site dédié géré par les agences de l'eau et l'Agence française pour la biodiversité.

### Climat
Pour des articles plus généraux, voir Climat des Hauts-de-France et Climat de l'Oise.
En 2010, le climat de la commune est de type climat océanique dégradé des plaines du Centre et du Nord, selon une étude du CNRS s'appuyant sur une série de données couvrant la période 1971-2000. En 2020, Météo-France publie une typologie des climats de la France métropolitaine dans laquelle la commune est dans une zone de transition entre le climat océanique et le climat océanique altéré et est dans la région climatique Sud-ouest du bassin Parisien, caractérisée par une faible pluviométrie, notamment au printemps (120 à 150 mm) et un hiver froid (3,5 °C).
Pour la période 1971-2000, la température annuelle moyenne est de 11,4 °C, avec une amplitude thermique annuelle de 14,8 °C. Le cumul annuel moyen de précipitations est de 668 mm, avec 10,8 jours de précipitations en janvier et 7,9 jours en juillet. Pour la période 1991-2020, la température moyenne annuelle observée sur la station météorologique la plus proche, située sur la commune de Creil à 12 km à vol d'oiseau, est de 11,2 °C et le cumul annuel moyen de précipitations est de 662,2 mm,. Pour l'avenir, les paramètres climatiques de la commune estimés pour 2050 selon différents scénarios d'émission de gaz à effet de serre sont consultables sur un site dédié publié par Météo-France en novembre 2022.

### Paysages
La forêt du Lys représente sur la commune 1 092 ha soit 71 % du territoire communal. La forêt de Chantilly proprement dite n'occupe que 134 hectares (1,34 km2) soit 10 % du territoire communal (parcelles 350-353 et 360-363, au nord du viaduc ferroviaire de Commelles, des deux côtés de la voie ferrée)

### Milieux naturels et biodiversité

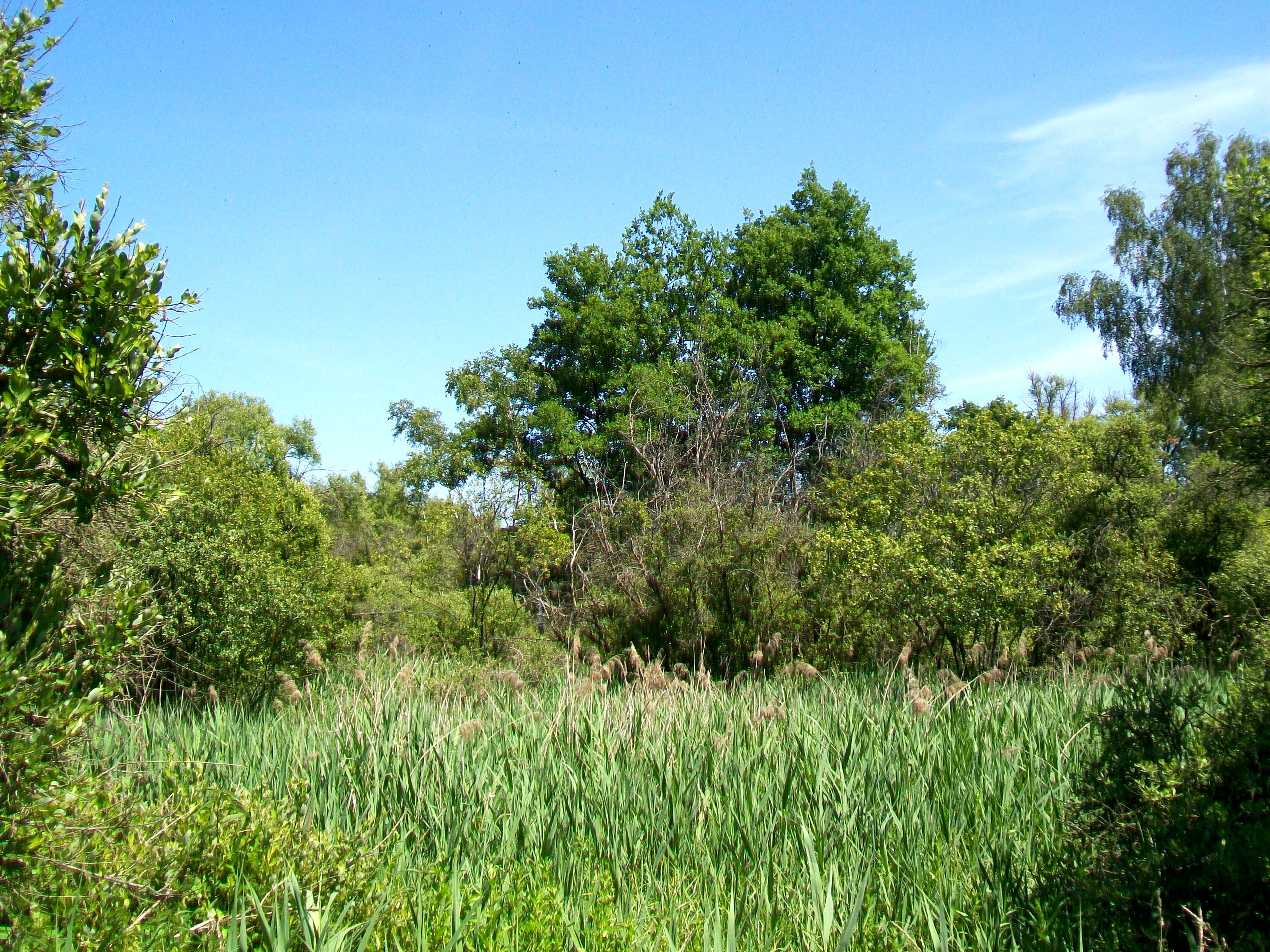
Le marais du Lys.

Une partie du patrimoine naturel et paysager de Gouvieux est protégée par deux ZNIEFF type 1 : la forêt de Chantilly (sans la forêt du Lys) entre dans la ZNIEFF n° national 220014323 « Massif forestier de Chantilly / Ermenonville », et le marais du Lys (entre le lotissement et le hameau de Baillon) constitue la ZNIEFF n° national 220013844 « Marais du Lys » de 287 ha, partiellement située sur la commune de Boran-sur-Oise.
La forêt de Chantilly est concernée par le site naturel classé « Domaine de Chantilly », créé par arrêté du 28 décembre 1960 sur la base de la loi du 2 mai 1930 relative à la protection des monuments naturels et des sites de caractère artistique, historique, scientifique, légendaire ou pittoresque. Finalement, l'ensemble de la commune fait partie du vaste site naturel inscrit de la vallée de la Nonette, créé par arrêté du 6 février 1970. Ce site inscrit a préfiguré le parc naturel régional Oise-Pays de France pour sa partie située dans l'Oise, créé par décret du 13 janvier 2004 et incorporant l'ensemble de la commune de Lamorlaye.
Le Domaine du Lys-Chantilly est labellisé en 2023 « Ensemble Arboré Remarquable » par l’association A.R.B.R.E.S (Arbres Remarquables : Bilan, Recherche, Études et Sauvegarde) pour sa biodiversité préservée

## Urbanisme

### Typologie

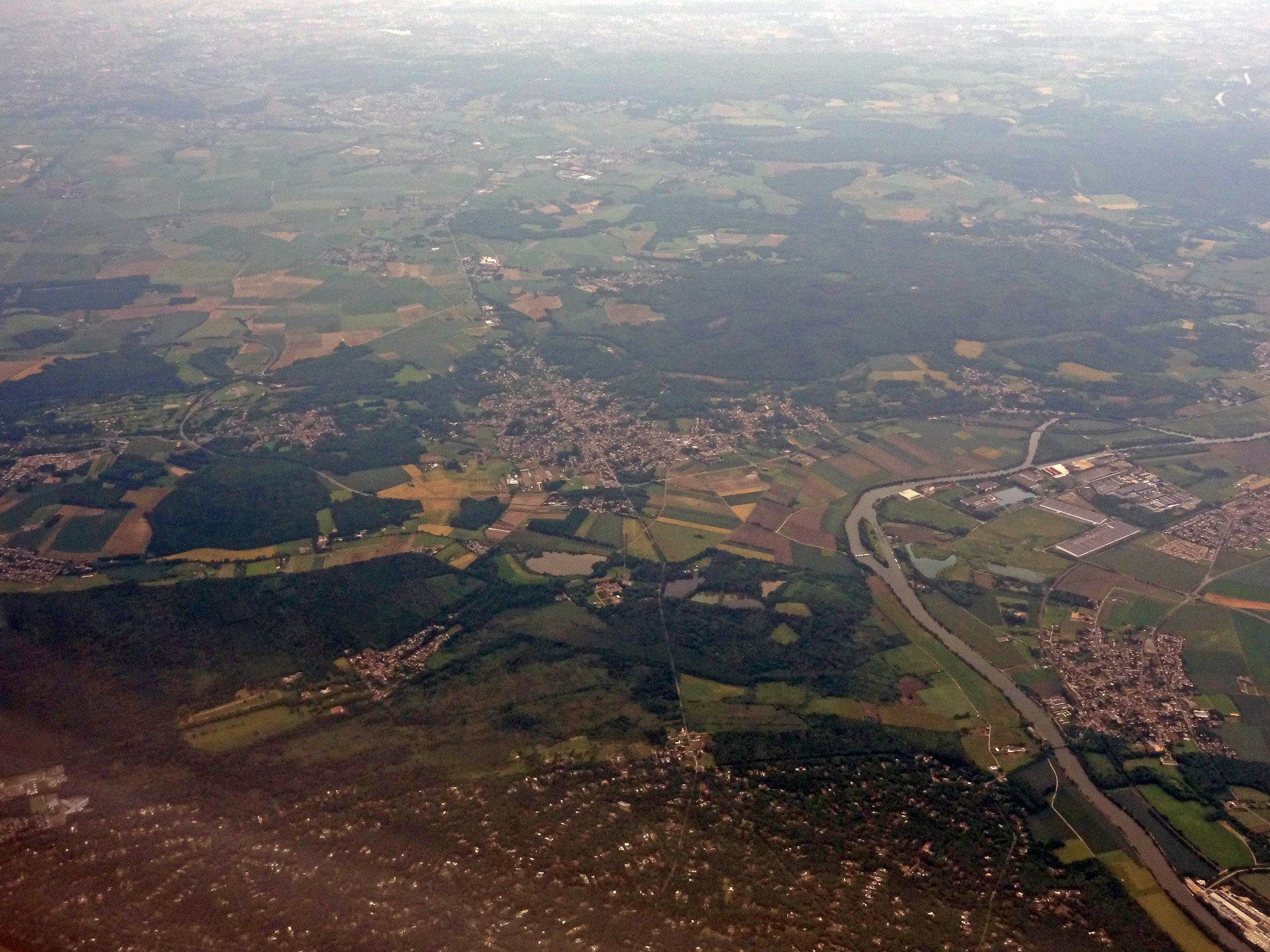
Vue aérienne en 2014 de de Boran-sur-Oise (sur la rive droite de l'Oise), Lamorlaye (au premier plan), Viarmes (au centre), Asnières-sur-Oise et Seugy (Oise et Val-d'Oise), France. À droite, la forêt de Carnelle, suivie des forêts de L'Isle-Adam et de Montmorency (au fond).

Au 1er janvier 2024, Lamorlaye est catégorisée ceinture urbaine, selon la nouvelle grille communale de densité à sept niveaux définie par l'Insee en 2022.
Elle appartient à l'unité urbaine de Chantilly, une agglomération intra-départementale regroupant sept  communes, dont elle est ville-centre,,.
Par ailleurs la commune fait partie de l'aire d'attraction de Paris, dont elle est une commune de la couronne,.

### Occupation des sols

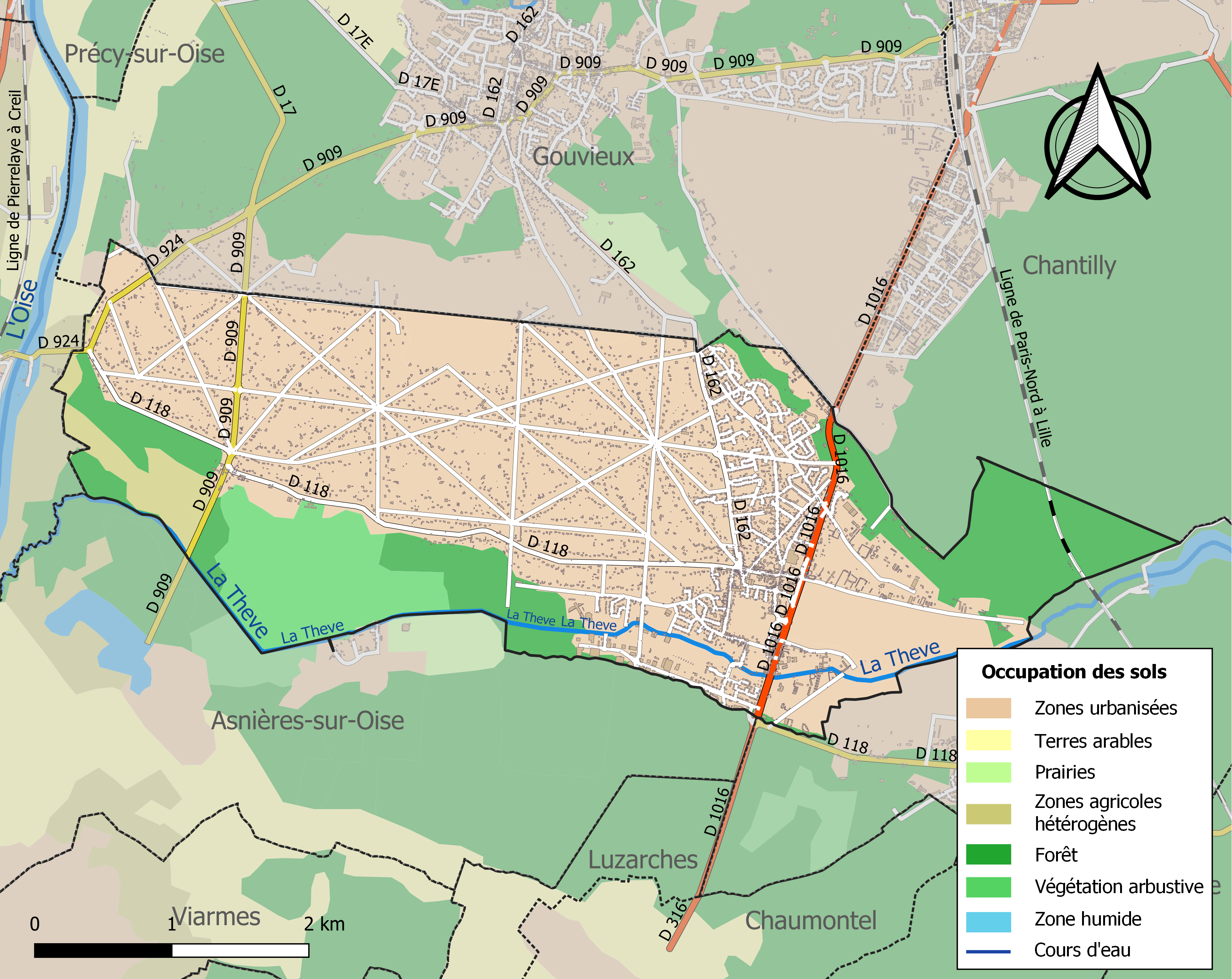
Carte des infrastructures et de l'occupation des sols de la commune en 2018 (CLC).

L'occupation des sols de la commune, telle qu'elle ressort de la base de données européenne d'occupation biophysique des sols Corine Land Cover (CLC), est marquée par l'importance des territoires artificialisés (71,8 % en 2018), une proportion sensiblement équivalente à celle de 1990 (71,5 %).
La répartition détaillée en 2018 est la suivante : zones urbanisées (62,5 %), forêts (17,3 %), espaces verts artificialisés, non agricoles (9,2 %), milieux à végétation arbustive et/ou herbacée (8,2 %), zones agricoles hétérogènes (2,8 %).
L'évolution de l'occupation des sols de la commune et de ses infrastructures peut être observée sur les différentes représentations cartographiques du territoire : la carte de Cassini (XVIIIe siècle), la carte d'état-major (1820-1866) et les cartes ou photos aériennes de l'IGN pour la période actuelle (1950 à aujourd'hui).

### Morphologie urbaine
La continuité urbaine entre Lamorlaye et Chantilly est représentée par le quartier du Bois-Saint-Denis de Chantilly, mais la distance entre les centres des deux communes (d'une mairie à l'autre) est tout de même de 4,9 km par la route.
La continuité urbaine avec Gouvieux est moins accentuée qu'avec Chantilly, mais le long de la RD 162 entre les deux villes, l'habitat dispersé ne connaît aucune interruption. Les 8 % restants du lotissement du Lys incombent en outre à Gouvieux. Parmi les cinq communes limitrophes, Coye-la-Forêt est la plus proche. Entre les deux bourgs se situe le complexe d'entraînement de chevaux de courses de France Galop. Pour les habitants du secteur occidental du lotissement du Lys, le bourg le plus proche est toutefois Boran-sur-Oise, sur l'autre rive de l'Oise. Par ailleurs, le territoire communal de Lamorlaye se rapproche de 350 m de la rive droite de l'Oise, sans l'atteindre. Dans le Val-d'Oise voisin, les villes les plus proches par la route sont bien Chaumontel et Luzarches, mais elles ne sont pas limitrophes de Lamorlaye. Mais le hameau de Baillon de la commune limitrophe d'Asnières-sur-Oise se situe directement à côté des Lys, et la majorité du bois Bonnet, partie occidentale de la forêt de Chantilly qui arrive devant les dernières maisons de Lamorlaye, incombe également à Asnières[Lequel ?].
La commune de Lamorlaye est divisée en plusieurs quartiers :
- le quartier des Marais ;
- le quartier du Plein Soleil ;
- le quartier du Beau-Larris ;
- le centre-ville et ses alentours ;
- le quartier des Bihaunes ;
- le quartier de la Montagne ;
- le domaine du Lys-Chantilly ;
- le quartier de l'Église ;
- le quartier de la Seigneurie ;
- les différents quartiers d'activités hippiques et commerciales.

### Lieux-dits, hameaux et écarts

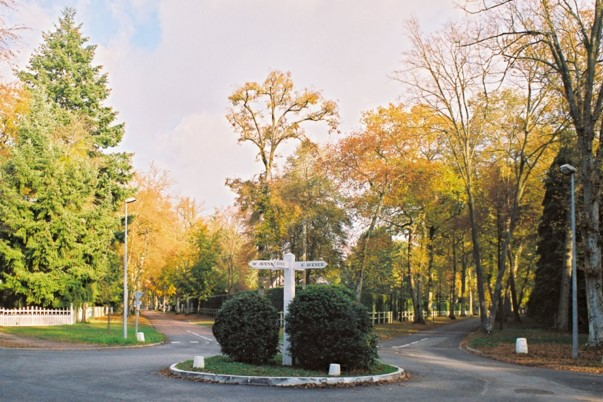
Le Domaine du Lys.

Outre le bourg qui a donné son nom à la commune, Lamorlaye comprend le petit hameau du Lys et le vaste lotissement forestier du « Lys-Chantilly » de 760 hectares (7,6 km2) autorisé par arrêté préfectoral en 1925, et dont 92 % se situent à Lamorlaye. Ce lotissement est sans soute le plus huppé du département
La forêt du Lys, soustraite à la forêt de Chantilly en 1894, n'est pas entièrement occupée par le lotissement.

### Habitat et logement
En 2021, le nombre total de logements dans la commune était de 4 438, alors qu'il était de 4 385 en 2016 et de 4 326 en 2011.
Parmi ces logements, 88,7 % étaient des résidences principales, 4,7 % des résidences secondaires et 6,6 % des logements vacants. Ces logements étaient pour 69,2 % d'entre eux des maisons individuelles et pour 29,9 % des appartements.
Le tableau ci-dessous présente la typologie des logements à Lamorlaye en 2021 en comparaison avec celle de l'Oise et de la France entière. Une caractéristique marquante du parc de logements est ainsi une proportion de résidences secondaires et logements occasionnels (4,7 %) supérieure à celle du département (2,4 %) mais inférieure à celle de la France entière (9,7 %).
| Typologie                                               | Lamorlaye | Oise | France entière |
| ------------------------------------------------------- | --------- | ---- | -------------- |
| Résidences principales (en %)                           | 88,7      | 90,5 | 82,2           |
| Résidences secondaires et logements occasionnels (en %) | 4,7       | 2,4  | 9,7            |
| Logements vacants (en %)                                | 6,6       | 7    | 8,1            |

### Projets d'aménagement
Un projet de réaménagement du centre-ville est étudié par la municipalité en 2024,.

### Voies de communication et transports
L'axe routier principal nord-sud est ll'ancienne Route nationale 16 (actuelle RD 1016) qui relie en même temps Lamorlaye à Chantilly.
Coye-la-Forêt et Boran-sur-Oise sont accessibles par la RD 118 / RD 924 dans un sens est-ouest (partiellement en tronc commun avec la RD 1016), croisant au hameau du Lys la RD 909 Chantilly - Gouvieux - Viarmes - raccordement avec la Francilienne. Depuis le centre-ville, Gouvieux est accessible par la RD 162.
La commune est dotée d'un réseau de transport en commun organisé par l'intercommunalité baptisé « La Navette ».
La commune est desservie, en 2023, par les lignes 639, 644, 6204, 6205, 6212, 6213, 6223, 6224, 6233 et 6244 du réseau interurbain de l'Oise.
Lamorlaye est accessible de la capitale en 40 minutes en voiture et en 18 min par le train, passant par la gare d'Orry-la-Ville - Coye distante de 4,5 km. Le RER est également présent dans la même gare. Les réseaux urbains et interurbains assurent la correspondance. Les pôles économiques constitués par l'aéroport Roissy-Charles-de-Gaulle et la zone de la Plaine Saint-Denis, avec le Stade de France, sont à moins de 30 min par la route.

## Toponymie
Le nom de la localité est attesté sous les formes apud Morlacas vicum publice (670) ; Morlacœ en 670 ; datam Morlaccas vico publico (VIIe) ; in palatio villœ regiœ Morlaci (678) ; placitum datum Marlaco (678) ; ecclesiam de nova villa quae la Morlaia dicitur (vers 1180) ; villa nova quae dicitur la Morlaia (1182) ; apud Morleiam (1199) ; inter Molleyam et Coyam (1223) ; Molleiam (1223) ; terra de Molleia (1226) ; prata inter Molleiam et Coyam (1226) ; Moleia (1228) ; a villa que dicitur Melleia (1228) ; Alardus de la Mollaie (vers 1235) ; supra vineas de melleya (1252) ; de Morleya (1258) ; villa que dicitur Molleia (1274) ; prata inter Moleyam et Quoiam (1293) ; la Mollaie (1303) ; la mollaye (vers 1380) ; la molloie (XIVe) ; le villaige de la Morlaye (1482) ; la Morlaie (1550) ; Lamorlay (1711) ; la Morlay (1667) ; la Morlaye (1711) ; Lamorlaye (1840).

Du germanique moor « marais » et *laca « étang », morlaca « étang marécageux », dans la vallée marécageuse de la Thève.

## Histoire

### Préhistoire
Comme presque partout en France, on retrouve des traces d'activité datant de la préhistoire (des silex taillés découverts lors de la construction de l'immeuble La Montagne, une hache polie à Plein Soleil...). C'est des Mérovingiens que date le nom de la ville ; Morlacca étant le souvenir d'un premier château, sur la côte vers Chantilly.

### Moyen Âge
Sous  Philippe Auguste, après une période de grande misère, Morlacca, devenue Morleia, voit une forteresse s'ériger sur l'emplacement du château actuel. Un peu plus tard, les paysans ont beaucoup travaillé pour l'abbaye de Royaumont, fondée par Saint Louis.
Au milieu du XVe siècle, la ville connaît une période faste avec un nouveau seigneur, Antoine de Gallaix, qui construit un nouveau château dont il ne reste que les douves (rue du Vieux-Château) et restaure l'église.

### Temps modernes
À partir de la seconde moitié du XVIIe siècle, Chantilly intervient dans l'histoire : en reste la « forêt du Lys », plantée au début du XVIIIe siècle par Louis IV Henri de Bourbon-Condé, septième prince de Condé.

### Révolution française et Empire
Le 23 février 1790, la seigneurie de La Morlaye devient commune de Lamorlaye.

### Époque contemporaine
En 1828, la commune dispose d'une mairie-école, ainsi que d'un lavoir. Des habitants y produisent des dentelles aux fuseaux pour les fabricants de Chantilly.
Au milieu du XIXe siècle, le développement des courses, qui rapproche à nouveau Lamorlaye et Chantilly, est le fait marquant dans la vie de la commune : aujourd'hui Lamorlaye, dont le nom se fixe définitivement à cette époque, est fière de son surnom de « paradis du cheval ».
Le château actuel, reconstruit en 1820, a été acheté et agrandi par le comte Vigier en 1872. Il a été de 1960 à 2002 la propriété de l'Institut biblique européen qui en a fait un centre de formation théologique. La municipalité a acquis le château début 2005, et une réflexion est en cours pour son devenir. Le parc est devenu un lieu de promenade et de détente pour la population.
La commune de Lamorlaye, instituée par la Révolution française, absorbe en 1825 celle du Lys,.
Le 6 septembre 1914, au début de la Première Guerre mondiale, une reconnaissance du 25e régiment de dragons met en fuite une quinzaine de cuirassiers allemands.

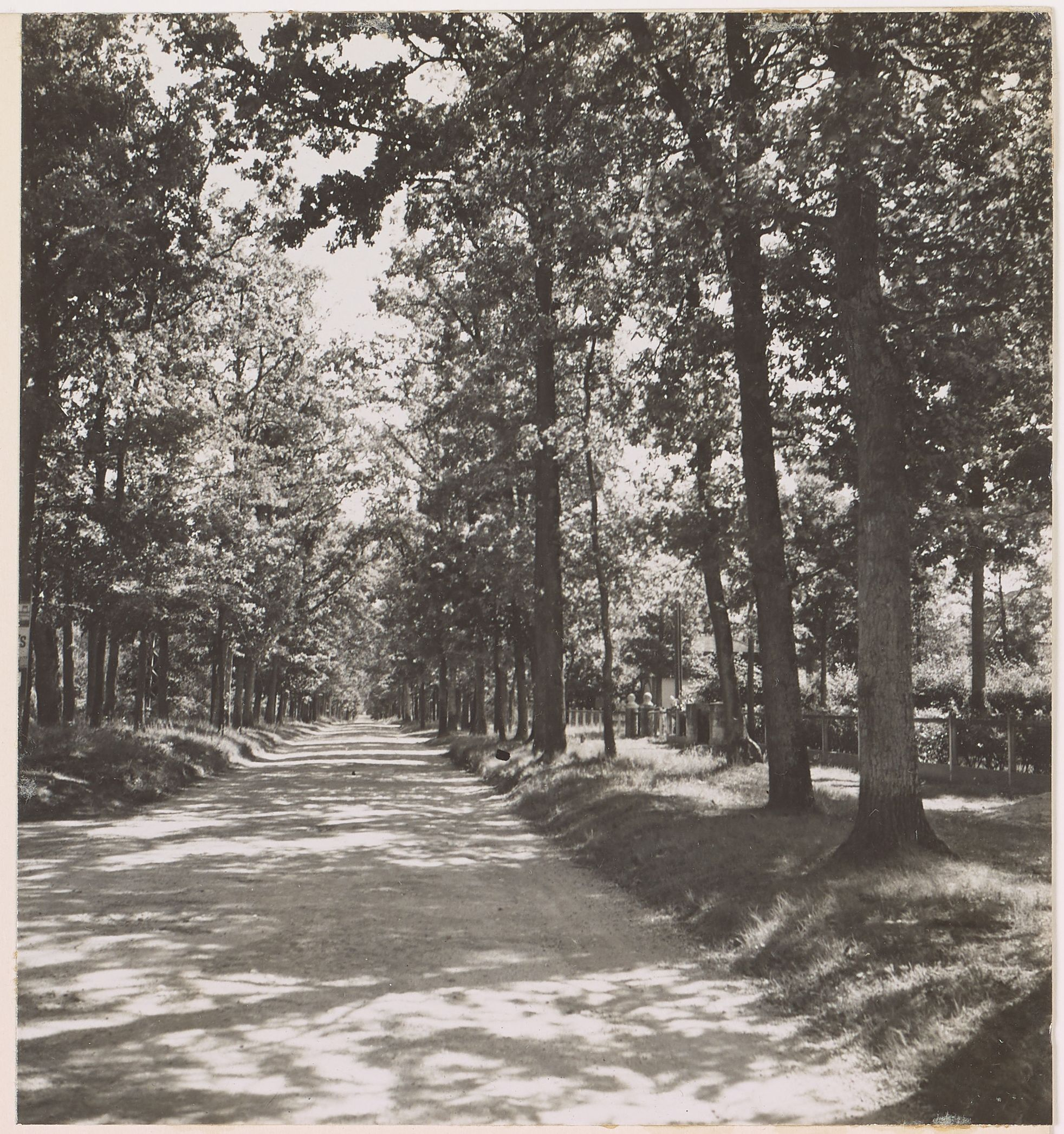
Le Rond-point des Moines du Domaine du Lys en 1932.

La commune voit l'aménagement, à partir de 1925, du lotissement du « Lys-Chantilly » en limite de Gouvieux, dans les anciennes plantations forestières des Condé. Sont ainsi vendus 1 605 lots sur 760 ha de bois à une clientèle aisée, accompagnés d'un terrain de golf, constituant le premier lotissement de l'Oise. Un cahier des charges assez strict engage chaque propriétaire et organise la vie du quartier.
Lamorlaye a hébergé entre février et août 1944 un Lebensborn (en français : « Fontaines de vie ») dans le quartier du Bois Larris, institution développée sous le Troisième Reich par le régime nazi et particulièrement par Heinrich Himmler, où devaient procréer des sujets de pure race aryenne (notamment des soldats SS) en vue de constituer « l'élite de la nation »,.
La communauté de communes de l'aire cantilienne a eu pour projet la construction d'une usine de méthanisation afin de recycler le fumier de cheval issu des écuries d'entraînements installées dans l'agglomération. L'installation prévue était située dans la zone de la Seigneurie ou sur la voie de la Grange-des-Prés. Ce projet a suscité plusieurs manifestations d'opposition allant jusqu'à la mise en vente symbolique de la ville sur le site internet eBay. Le projet a finalement été réorienté vers un site situé sur la commune de Chantilly.

## Politique et administration

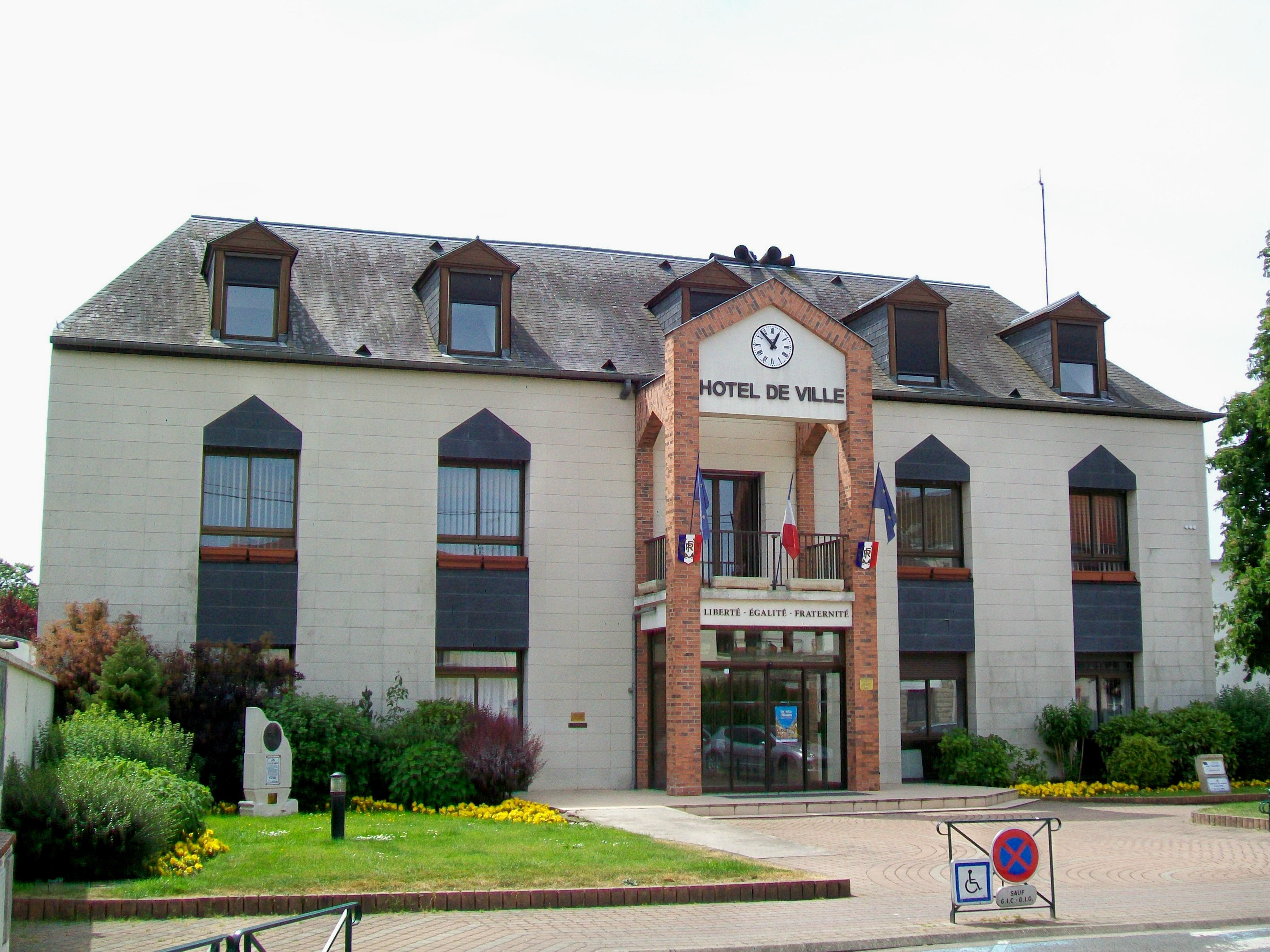
L'hôtel de ville de Lamorlaye, rue du Général-Leclerc.

### Rattachements administratifs et électoraux

#### Rattachements administratifs
La commune se trouve dans l'arrondissement de Senlis du département de l'Oise.
Elle faisait partie depuis 1802 du canton de Creil. Celui-ci est scindé en 1973 et la commune intègre le canton de Chantilly.. Dans le cadre du redécoupage cantonal de 2014 en France, cette circonscription administrative territoriale a disparu, et le canton n'est plus qu'une circonscription électorale.

#### Rattachements électoraux
Pour les élections départementales, la commune fait partie depuis 2014 d'un nouveau canton de Chantilly porté de 6 à 10 communes.
Pour l'élection des députés, elle fait partie depuis 1988 de la quatrième circonscription de l'Oise

### Intercommunalité
La commune fait partie de la Communauté de communes de l'aire cantilienne, un établissement public de coopération intercommunale (EPCI) à fiscalité propre créé fin 1994 et auquel la commune a transféré un certain nombre de ses compétences, dans les conditions déterminées par le code général des collectivités territoriales.

### Élections municipales et communautaires

#### Élections les plus récentes
Lors du second tour des élections municipales de 2014 dans l'Oise, la liste DVD menée par Nicole Ladurelle obtient la majorité des suffrages exprimés, avec 1 654 voix (41,95 %, 21 conseillers municipaux élus dont 4 communautaires), devançant de 119 voix la liste UMP menée par le maire sortant, qui a recueilli 1 535 voix (38,93 %, 6 conseillers municipaux élus dont 1 communautaire). 
Deux autres listes sont également présentes dans cette quadrangulaire, menées respectivement par : 

- Éric Drumont  (UDI, 401 voix, 10,17 %, 1 conseiller municipal élu) ; 

- Lucienne Jean (DVG : PS - EELV - FG - PRG, 352 voix, 8,92 %, 1 conseiller municipal élu).

Lors de ce scrutin, 41,68 % des électeurs se sont abstenus. 
Après une crise municipale et la démission en mai 2017 de Nicole Ladurelle, maire divers droite élue en 2014, des élections municipales sont organisées dans la commune en juin/juillet 2017, qui voient la victoire au second tour de la liste conduite par Nicolas Moula (sans étiquette) dans le cadre d'une quadrangulaire,. Avec 31,31 % des suffrages, sa liste dispose de 20 des 29 sièges du conseil municipal.
Toutefois, deux des cinq têtes de liste, Martine Mahaut (DVD) et Eric Drumont (UDI) contestent ces résultats devant le Tribunal administratif, arguant que Nicolas Moula et certains des colistiers auraient pris en photo les feuilles d'émargement le jour du vote, afin de tenter de convaincre les abstentionnistes de finalement venir voter,,.
Le tribunal administratif d'Amiens, en décembre 2017, puis le Conseil d'État, le 4 mai 2018,, annulent les élections pour ce motif et compte tenu du faible écart de voix, entraînant l'organisation d'élections municipales partielles organisées les 24 juin et 1er juillet 2018.
Lors du premier tour, la nouvelle liste de Nicolas Moula frôle le succès avec 46,44 % du suffrages exprimés, suivie par celle d'Éric Drumont (UDI) avec 32,86 % et celle de Nicolas Bourgeois (LREM, 14,90 %) – qui fusionnent en vue du second tour – et celle de Daniel Merlin (DVD), crédité de seulement 5,41 % des votes. Le scrutin est marqué par une faible participation, avec 38,26 %,. Au second tour marqué par une faible participation (37,57 %), la liste de Nicolas Moula devance avec 55,02 % des suffrages exprimés la liste d'union entre l'UDI et La République en marche menée par Éric Drumont, qui obtient 44,98 %.
Lors des élections municipales de 2020, la liste menée par Nicolas Moula, maire sortant (LR), remporte largement dès le premier tour le scrutin marquée par une forte abstention (64,92 %) en obtenant 69,81% des suffrages exprimés, face à la liste menée par Pierre Yves Ben Ghouzi (SE - 30,19 %). La liste de Nicolas Moula obtient 25 sièges et celle de Pierre Yves Ben Ghouzi 4 sièges, sur les 29 que compte le conseil municipal,.

#### Liste des maires
| Période       | Période                       | Identité                  | Étiquette | Qualité |
| ------------- | ----------------------------- | ------------------------- | --------- | --- |
| 1789          | 1790                          | Médard Grenier            |           | |
| 1790          | 1791                          | Mérieu des Blanchamps     |           | |
| 1791          | 1792                          | Jean-Rieul Taupin         |           | |
| 1792          | 1792                          | Louis Moreau              |           | |
| 1792          | 1793                          | Antoine Letellier         |           | |
| 1793          | 1794                          | Joseph Payen              |           | |
| 1794          | 1799                          | André Letellier           |           | |
| 1799          | 1831                          | Louis Séroux de Bienville |           | |
| 1831          | 1852                          | Jean-Baptiste Patat       |           | |
| 1852          | 1865                          | Louis-Félix Etard         |           | |
| 1865          | 1890                          | Louis-François Censier    |           | |
| 1890          | 1893                          | Joseph Faucon             |           | |
| 1893          | 1910                          | Ambroise-Alphonse Rimbert |           | |
| 1910          | 1925                          | Prince de Broglie         |           | |
| 1925          | 1929                          | Victor Nicolas            |           | |
| 1929          | 1930                          | Emile Peigne              |           | |
| 1930          | 1931                          | Victor Nicolas            |           | |
| 1931          | 1935                          | Emile Peigne              |           | |
| 1935          | 1941                          | Julien Rimbert            |           | |
| 1941          | 1944                          | Henri Eclencher           |           | |
| 1944          | 1947                          | Edouard Fremont           |           | |
| 1947          | 1953                          | Léonard Vintenat          |           | |
| 1953          | 1961                          | Gaston Bauval             |           | |
| 1961          | 1975                          | Jean-Guy Mitton           |           | |
| 1975          | 1999                          | Jacques Rimbert           | RPR       | Conseiller général de Chantilly (1985 → 1998)                                                                                                |
| 1999          | 2001                          | Pierre Lavergne           | RPR       | |
| 2001          | 2008                          | Antoine Salomone          | DVD       | |
| 2008          | 2014                          | Didier Garnier            | UMP       | |
| 2014          | juillet 2017                  | Nicole Ladurelle          | DVD       | Directrice d'école retraitée Démissionnaire                                                                                                  |
| juillet 2017, | En cours (au 14 janvier 2024) | Nicolas Moula             | LR        | Dentiste Ancien président de l'ASA du Domaine du Lys-Chantilly Vice-président de la CC de l'aire cantilienne. Réélu pour le mandat 2020-2026 |

### Autres élections
Lors du premier tour de l'élection présidentielle de 2017, les quatre premiers candidats retenus par les électeurs de la commune sont François Fillon (38,86 % des suffrages exprimés), Emmanuel Macron (24,25 %), Marine Le Pen (18,60 %) et Jean-Luc Mélenchon (8,80 %). 
Au second tour, le candidat élu Emmanuel Macron obtient 3 122 voix (65,86 %) et Marine Le Pen 1 618 voix (34,14 %), lors d'un scrutin où 22,87 % des élecvteurs se sont abstenus.
Lors du premier tour de l'élection présidentielle de 2022, les quatre premiers candidats retenus par les électeurs de la commune sont Emmanuel Macron (35,11 % des suffrages exprimés), Marine Le Pen (20,79 %), Éric Zemmour (15,89 %) et Jean-Luc Mélenchon (10,38 %). 
Au second tour, le candidat élu Emmanuel Macron obtient 2 986 voix (59,68 %) et Marine Le Pen 2 017 voix (40,32 %), lors d'un scrutin où 23,11 % des électeurs se sont abstenus.

### Démocratie participative
La municipalité organise un conseil municipal d'enfants[réf. nécessaire].

### Jumelages
- Ballynahinch (Irlande du Nord) depuis 1998[63].

## Équipements et services publics

### Espaces publics
Ville fleurie : une fleur attribuée en 2007 par le Conseil des Villes et Villages Fleuris de France au Concours des villes et villages fleuris.

### Enseignement

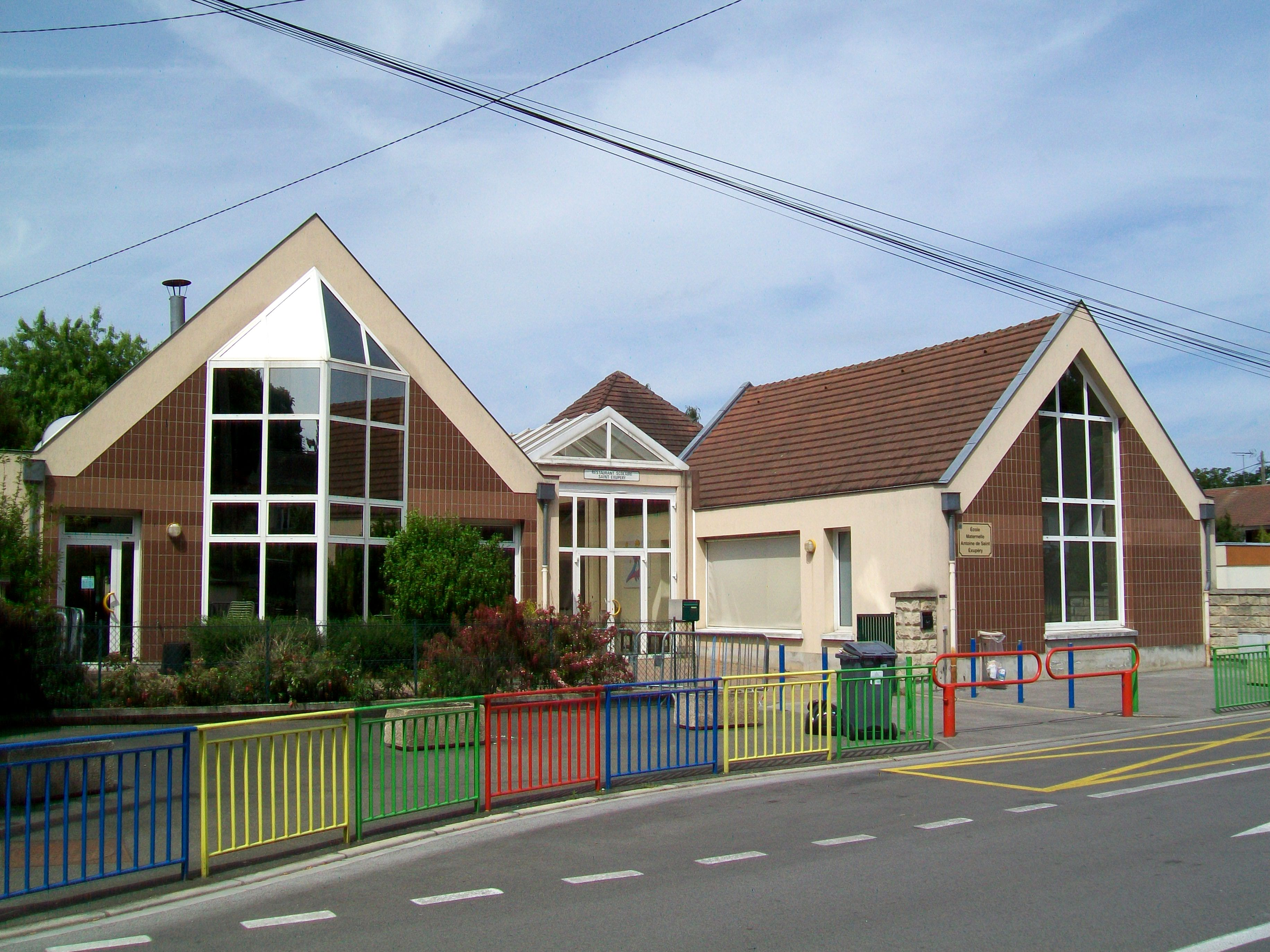
L'école maternelle Saint-Exupéry.

Lamorlaye possède deux groupes d'écoles maternelles et primaires :
- le groupe élémentaire sud comprenant l'école maternelle Saint-Exupéry et l'école primaire Saint-Exupéry[65] ;
- le groupe élémentaire nord comprenant deux écoles primaires et deux écoles maternelles, renommé en 2021 école primaire Marie Marvingt[66].

Lamorlaye accueille également un collège public (qu'elle partage avec la commune de Coye-la-Forêt), le collège Françoise Dolto qui regroupe près de 700 élèves[réf. nécessaire].

### Santé
Plusieurs médecins et cabinets médicaux sont installés à Lamorlaye. Une maison de retraite privée (maison de retraite Clairefontaine) est également installée à Lamorlaye. Lamorlaye dénombre également[Quand ?] trois cabinets vétérinaires[réf. nécessaire].
Un centre municipal de santé comprenant trois cabinets médicaux a ouvert début 2024.
Le centre de médecine physique et de réadaptation pour enfants (CMPRE) de Bois-Larris, géré par la Croix-Rouge française, a fermé en 2023 faute d'avoir pu réaliser les travaux nécessaires à sa poursuite d'activité,.

### Justice, sécurité, secours et défense
La commune de Lamorlaye possède une police municipale comprenant trois véhicules[Quand ?]. Un centre de Secours intercommunal du SDIS 60 est également installé au nord de la ville[réf. nécessaire].

## Population et société

### Démographie
Les habitants sont appelés les Morlacuméens et les Morlacuméennes.

#### Évolution démographique
L'évolution du nombre d'habitants est connue à travers les recensements de la population effectués dans la commune depuis 1793. Pour les communes de moins de 10 000 habitants, une enquête de recensement portant sur toute la population est réalisée tous les cinq ans, les populations de référence des années intermédiaires étant quant à elles estimées par interpolation ou extrapolation. Pour la commune, le premier recensement exhaustif entrant dans le cadre du nouveau dispositif a été réalisé en 2006.

En 2022, la commune comptait 9 097 habitants, en évolution de +2,01 % par rapport à 2016 (Oise : +0,87 %, France hors Mayotte : +2,11 %).
| 1793 | 1800 | 1806 | 1821 | 1831 | 1836 | 1841 | 1846 | 1851 |
| ---- | ---- | ---- | ---- | ---- | ---- | ---- | ---- | ---- |
| 409  | 468  | 506  | 486  | 584  | 557  | 578  | 556  | 558  |

| 1856 | 1861 | 1866 | 1872 | 1876 | 1881 | 1886 | 1891 | 1896 |
| ---- | ---- | ---- | ---- | ---- | ---- | ---- | ---- | ---- |
| 565  | 587  | 577  | 554  | 584  | 720  | 769  | 862  | 994  |

| 1901  | 1906  | 1911  | 1921 | 1926  | 1931  | 1936  | 1946  | 1954  |
| ----- | ----- | ----- | ---- | ----- | ----- | ----- | ----- | ----- |
| 1 056 | 1 055 | 1 035 | 974  | 1 140 | 1 608 | 1 468 | 1 473 | 1 947 |

| 1962  | 1968  | 1975  | 1982  | 1990  | 1999  | 2006  | 2011  | 2016  |
| ----- | ----- | ----- | ----- | ----- | ----- | ----- | ----- | ----- |
| 2 599 | 3 757 | 5 077 | 6 681 | 7 709 | 8 101 | 9 190 | 9 279 | 8 918 |

| 2021  | 2022  | - | - | - | - | - | - | - |
| ----- | ----- | - | - | - | - | - | - | - |
| 8 993 | 9 097 | - | - | - | - | - | - | - |

#### Pyramide des âges
En 2018, le taux de personnes d'un âge inférieur à 30 ans s'élève à 30,7 %, soit en dessous de la moyenne départementale (37,3 %). À l'inverse, le taux de personnes d'âge supérieur à 60 ans est de 29,8 % la même année, alors qu'il est de 22,8 % au niveau départemental.
En 2018, la commune comptait 4 289 hommes pour 4 534 femmes, soit un taux de 51,39 % de femmes, légèrement supérieur au taux départemental (51,11 %).
Les pyramides des âges de la commune et du département s'établissent comme suit.
| Hommes | Classe d’âge | Femmes |
| ------ | ------------ | ------ |
| 0,7    | 90 ou +      | 1,7    |
| 8,0    | 75-89 ans    | 10,8   |
| 19,5   | 60-74 ans    | 19,0   |
| 23,7   | 45-59 ans    | 23,2   |
| 15,3   | 30-44 ans    | 16,7   |
| 16,1   | 15-29 ans    | 13,8   |
| 16,8   | 0-14 ans     | 14,9   |

| Hommes | Classe d’âge | Femmes |
| ------ | ------------ | ------ |
| 0,5    | 90 ou +      | 1,4    |
| 5,5    | 75-89 ans    | 7,6    |
| 15,6   | 60-74 ans    | 16,3   |
| 20,8   | 45-59 ans    | 20     |
| 19,4   | 30-44 ans    | 19,4   |
| 17,6   | 15-29 ans    | 16,2   |
| 20,6   | 0-14 ans     | 19,1   |

### Vie associative
La vitalité des 60 clubs et associations contribue également au rayonnement de Lamorlaye. Toutefois, la culture ne semble pas être une des priorités de l'actuelle municipalité. Le foyer culturel de Lamorlaye demanderait ainsi à être rénové.[réf. nécessaire].

## Économie

### Revenus de la population et fiscalité
En 2010, le revenu fiscal médian par ménage était de 46 806 €, ce qui plaçait Lamorlaye au 586e rang parmi les 31 525 communes de plus de 39 ménages en métropole.

### Le monde hippique

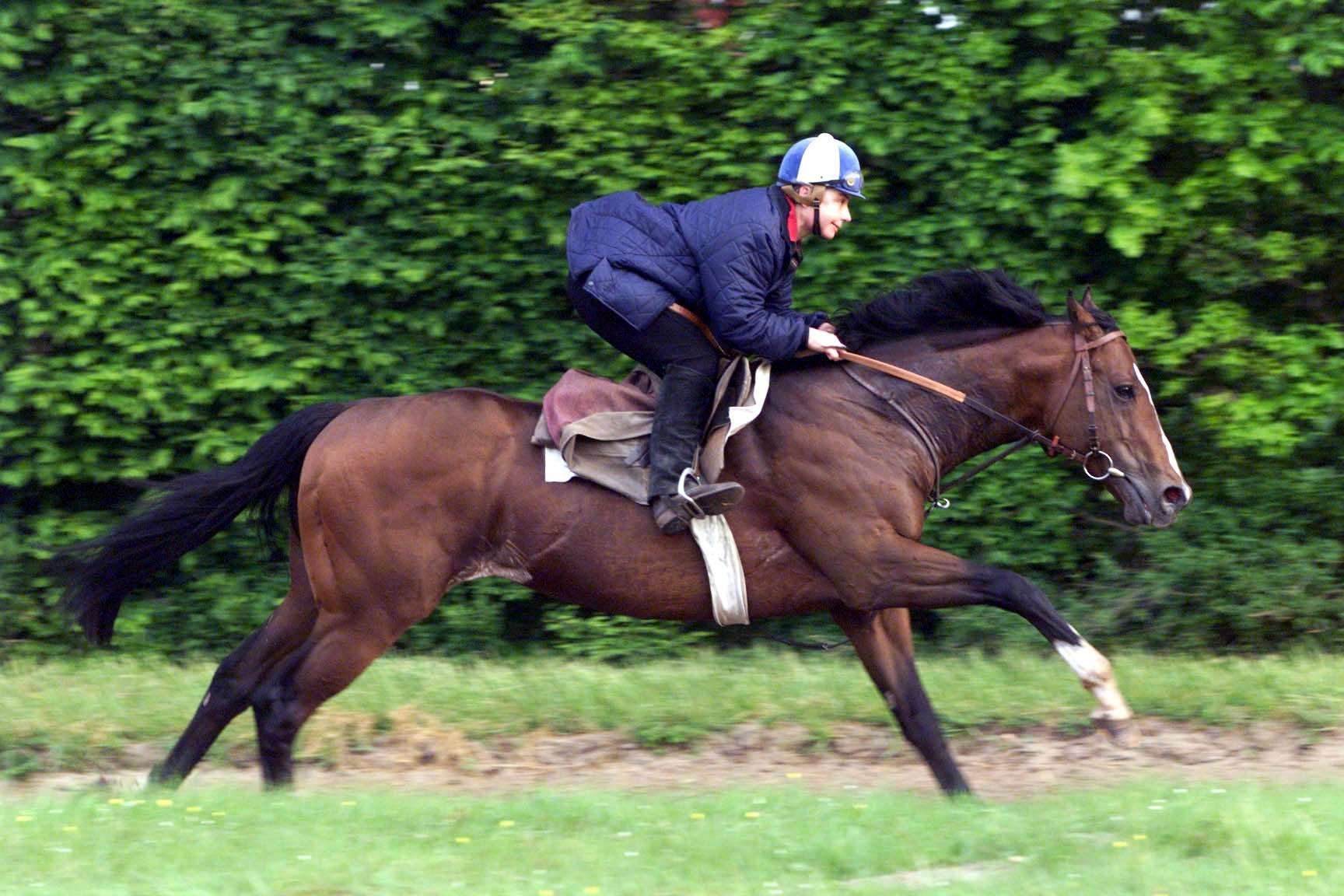
Entraînement matinal sur les pistes.

Lamorlaye a acquis une renommée grâce à son centre hippique. En effet, 900 chevaux y sont répertoriés, entraînés par 40 entraîneurs et 10 permis d'entraîner.
Les pistes s'étalent sur 60 hectares dont 15 en gazon et permettent l'entraînement des chevaux spécialisés dans les courses de galop. Les vainqueurs du prix de l'Arc de Triomphe comme All Along, Sagace, Helissio, Prince Royal II, les lauréats du Grand Steeple-Chase de Paris comme Brodi Dancer, Al Capone II, Ubu III, Uccello II, The Fellow, Katko ont été entraînés dans la commune. Lamorlaye est la seule commune européenne à posséder une piste de type américaine, baptisée « piste All Along », copie conforme du dirt track de Santa Anita en Californie, qui permet un entraînement dans toutes les conditions climatiques. Ce parcours a été offert par Daniel Wildenstein. En outre, Lamorlaye abrite des cravaches de renommée internationale : Yves Saint-Martin, Olivier Peslier, cravache d'or en France, mais aussi Dominique Bœuf, Dany Bonilla, Thierry Gillet ou encore Christophe Pieux.
Enfin, chaque année la ville parraine une épreuve du Jumping de Chantilly et le prix de la Ville de Lamorlaye, course qui se dispute sur l'hippodrome de Chantilly et à cette occasion y sont conviés les enfants des écoles élémentaires. La ville organise aussi une fête du cheval chaque mois d'octobre.
Elle abrite aussi de nombreux centres équestres.

### Commerce
Le tissu commercial de Lamorlaye est particulièrement actif et diversifié, avec un grand nombre de commerces au centre-ville. Les principales rues commerçantes sont la rue du Général-Leclerc et ses rues affluentes. Plusieurs autres commerces se situent le long de la RD 1016.
Lamorlaye possède également une zone industrielle très active située dans l'avenue de la Seigneurie regroupant plus d'une vingtaine d'entreprises.
La grande richesse des sites historiques autour de Lamorlaye constitue également un atout pour l'attractivité de la commune :
- le domaine de Chantilly, cité princière et capitale du cheval, avec son château et son hippodrome, à 3 km ;
- la cité royale de Senlis, à 10 km ;
- les abbayes de Royaumont à 2 km, de Fontaine Chaâlis à 20 km et du Moncel à 20 km ;
- le Bois Bonnet.

## Culture locale et patrimoine

### Lieux et monuments
Lamorlaye ne compte aucun monument historique inscrit ou classé sur son territoire.
On peut néanmoins signaler : 
- Église Saint-Nicolas, rue de l'Église, remarquable pour son ambiance évoquant encore le XIXe siècle par son riche et foisonnant mobilier de cette époque. 
La foudre ayant incendié l'église en 1738, la nef a dû être complètement rebâtie par la suite : elle est sans caractère et dénuée de tout détail susceptible de permettre une datation. Une Vierge de l'Annonciation (dont l'ange s'est perdu) du début du XVe siècle et provenant de la précédente église a survécu à l'intérieur. 
Le chœur se compose d'une travée droite flanquée de deux chapelles et d'une abside à cinq pans. Cette partie remonte à la fin du XVe siècle, mais peu de choses restent de l'architecture d'origine et les arcades ouvrant dans les chapelles ainsi que les fenêtres latérales sont toutes en plein cintre. Le chœur est recouvert par un plafond plat et rien n'indique qu'il ait jamais été voûté. 
Le clocher-porche présente un remarquable équilibre architectural malgré son style éclectique avant l'heure ; le style néoroman domine. Il paraît que l'architecte se soit inspiré de l'abbatiale de Morienval. Le relief de la corniche a été exagéré et la fait davantage ressembler à des mâchicoulis. La haute flèche recouverte d'ardoise est cantonnée de quatre clochetons. Un petit clocher en charpente couronne en outre le toit de la première travée du chœur[76],[77]. Une statue de saint Georges, en souvenir de Michel Bléré (1933-1966), est visible depuis le chemin qui entre dans le parc du château.

- Château de Lamorlaye, rue Michel-Bléré : 
Le premier château en ce lieu avait vraisemblablement été fondé au XIIIe siècle et ruiné lors de la guerre de Cent Ans, mais il est réparé et entre dans la possession du Grand Condé, qui le revend à la famille Seroux. Il reste ensuite dans la famille jusqu'en 1838, en dépit de la Révolution française, et Louis Seroux de Bienville, maire de Gouvieux, le reconstruit entièrement sous la Restauration après les dégradations commises par les Prussiens. 
L'ingénieur Alexandre Gérard rachète le château en 1838 et fait construire l'entrée actuelle. Claude Coin, proche de Napoléon III, lui succède en 1854 et fait appel au paysagiste Louis-Sulpice Varé pour la création du jardin anglais. À cette époque, le domaine représentait encore 87 ha. Il est racheté en 1872 par le comte Vigier, ami du duc d'Aumale. En 1880, l'architecte Ernest Sanson est chargé de la direction des travaux de restauration et ajoute le pavillon d'angle occidental, côté étang, abritant un hall et un grand escalier. 
Pendant la Première Guerre mondiale, le château est le siège de l'état-major du général Duportal, et d'une kommandantur sous l'Occupation. 
En 1960, s'y installe l'« Institut biblique européen » d'une association américaine. Depuis 2005, le château est la propriété de la commune[78], mais il reste actuellement sans usage. 
Entouré d'un petit parc à l'anglaise ouvert au public, sa visite extérieure est possible et gratuite. L'on remarquera une ancienne orangerie aux fenêtres murées au nord de la cour d'honneur[79].

- Chapelle Saint-Vaast, au hameau du Lys : elle est d'origine ancienne, mais le bâtiment actuel est issu de la reconstruction après la Révolution française. Le vitrail au-dessus de la porte et la pierre tombale de « Messire Charles de Marc, vivant chevalier seigneur de Moncrespin » portent un blason qui a été adopté par Lamorlaye comme blason de la commune. Jusqu'en 1981, la chapelle a servi au culte, mais le sol marécageux instable la menace actuellement d'effondrement et elle est fermée au public. Une souscription pour sa restauration a été lancée[80].
- Chapelle anglicane « Wesleyan Chapel » construite en 1892 pour accueillir un culte méthodiste au bénéfice de la communauté britannique des propriétaires, entraîneurs et lads. Elle est désormais utilisée par la communauté mennonite.
L'édifice en briques et chainage en pierres de taille est constitué d'une simple salle rectangulaire précédée d'un porche en pierres en forme d’ogive[81]

- Le calvaire, place du Calvaire, au nord-ouest du centre-ville : croix de fer forgé sur une haute colonne de pierre. La place couverte de pelouse est bordée par une allée côté route. À son extrémité nord, se trouve une petite chapelle en briques rouges, servant comme lieu de culte à la paroisse anglicane de Chantilly. Au rond-point près de la place, au sud, l'on peut admirer un immense marronnier.
- Les écuries : Lamorlaye ne dispose pas d'un champ de courses, mais de pistes d'entraînement et de très nombreuses écuries. L'on y pratique l'élevage de pur-sangs, le débourrage, l'entraînement et le négoce de chevaux de course. Les écuries se concentrent notamment en lisière de forêt, au sud et à l'ouest du centre-ville et sont souvent intéressantes pour leur architecture du début du XIXe siècle, avec une grande variété de styles. D'habitude, une maison d'habitation est associée aux écuries, mais l'on notera l'absence de toute exploitation agricole. - L'accès aux pistes d'entraînement est réservé aux professionnels.
- Manoir du bois Larris (ou Villa Tournebride), construit en 1912 sur les plans de Stephen Sauvestre pour le compte de la famille des chocolatiers Menier. 
Cette vaste résidence de style anglo-normande dotée d'écuries abrite  durant le Seconde Guerre mondiale, un Lebensborn, une maternité destinée a « fabriquer » des enfants d'une « race supérieure », la seule qui exista alors dans la France occupée[82],[83].

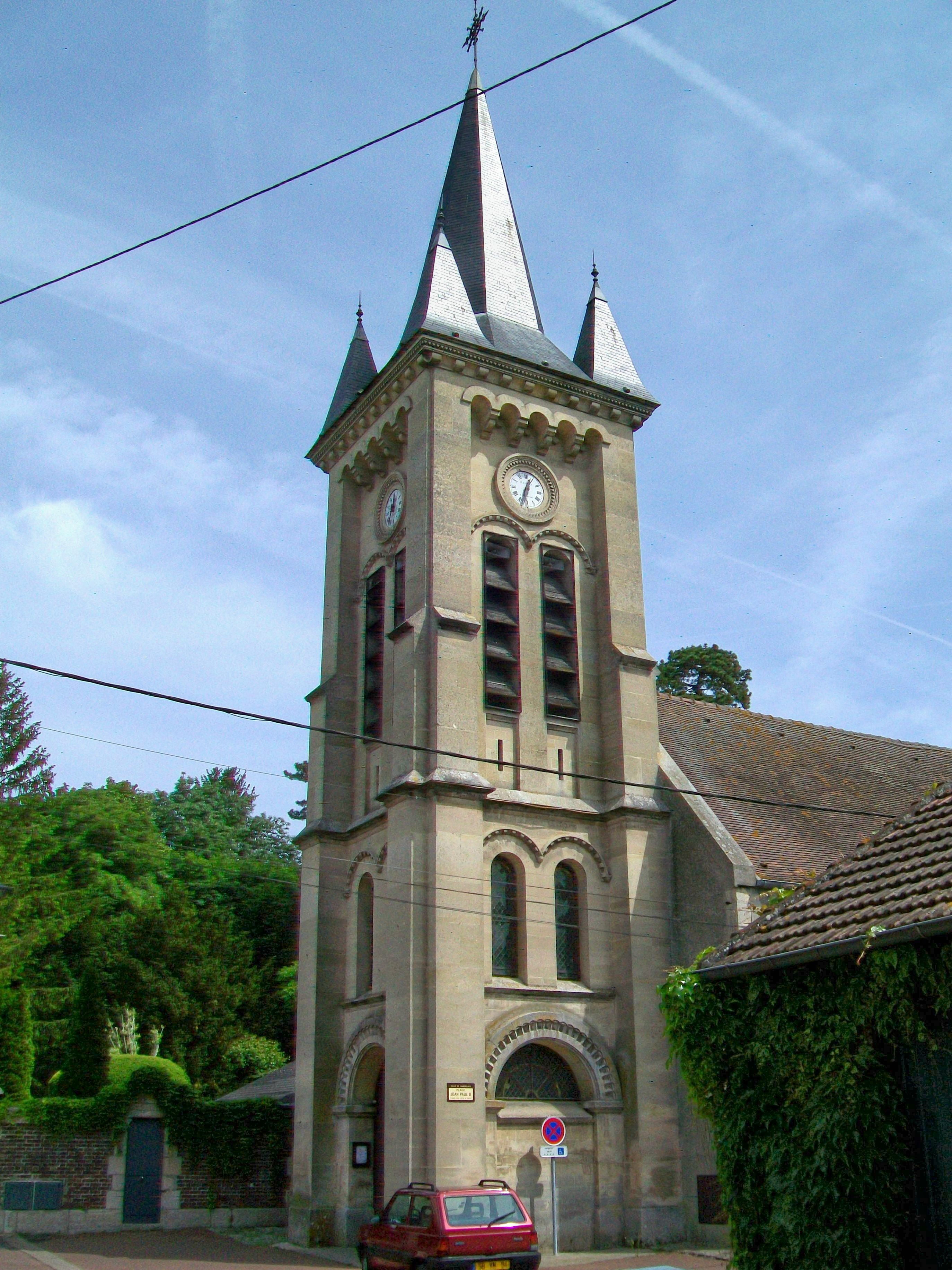
Le clocher de l'église Saint-Nicolas.
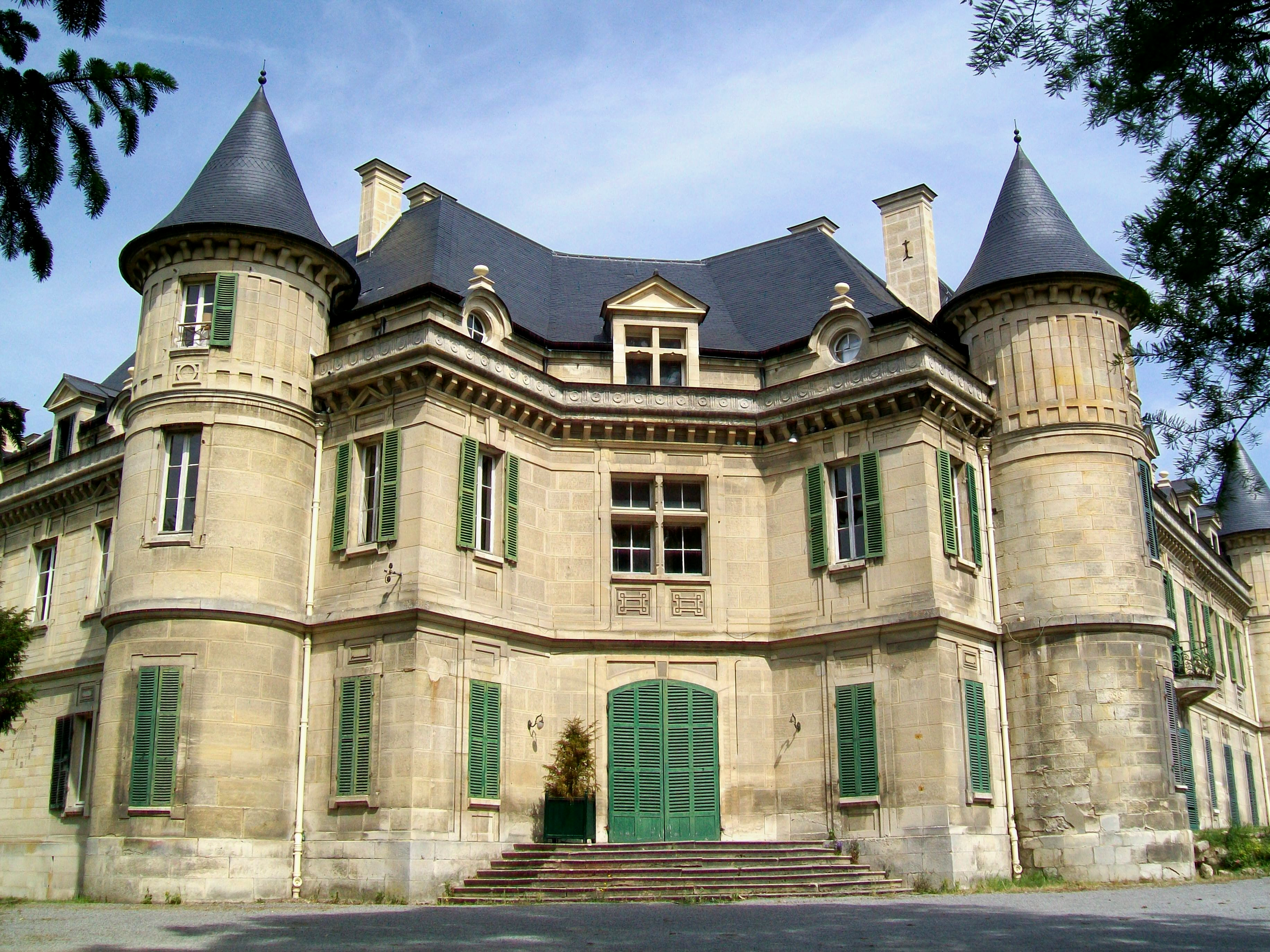
Pavillon d'angle du château ajouté en 1880.
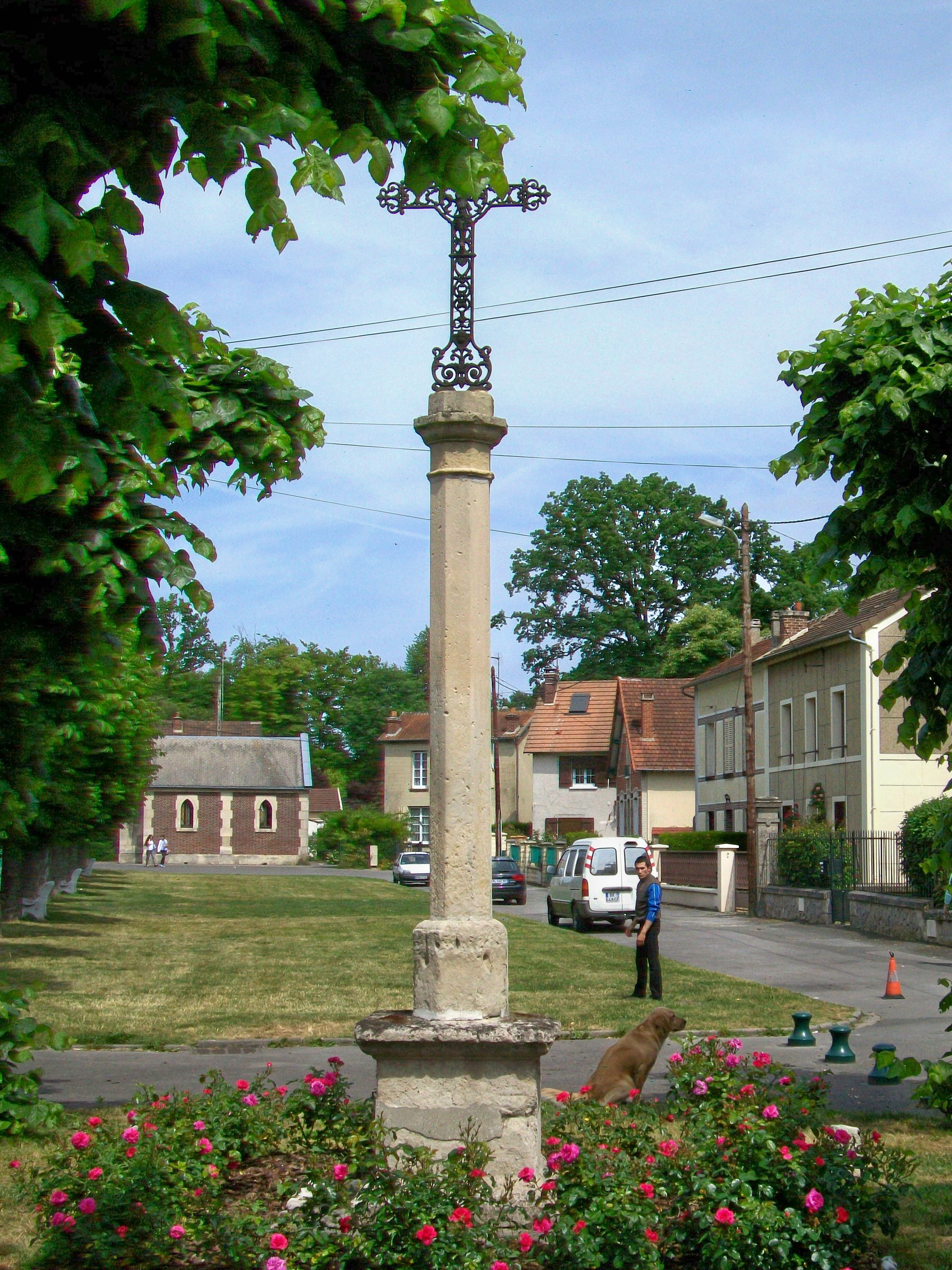
Le calvaire et la place du Calvaire ; au fond, la chapelle anglicane.
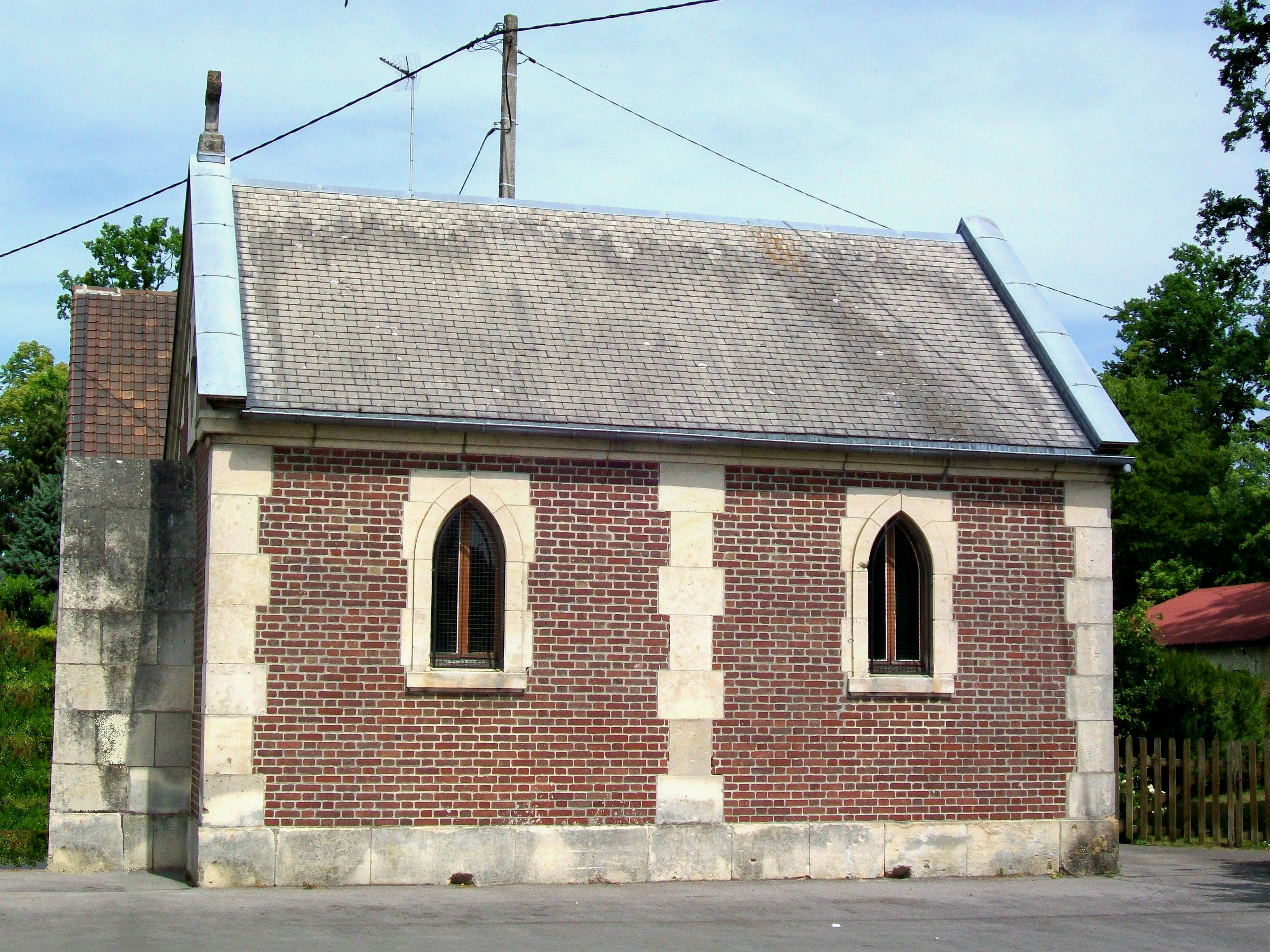
La chapelle anglicane.
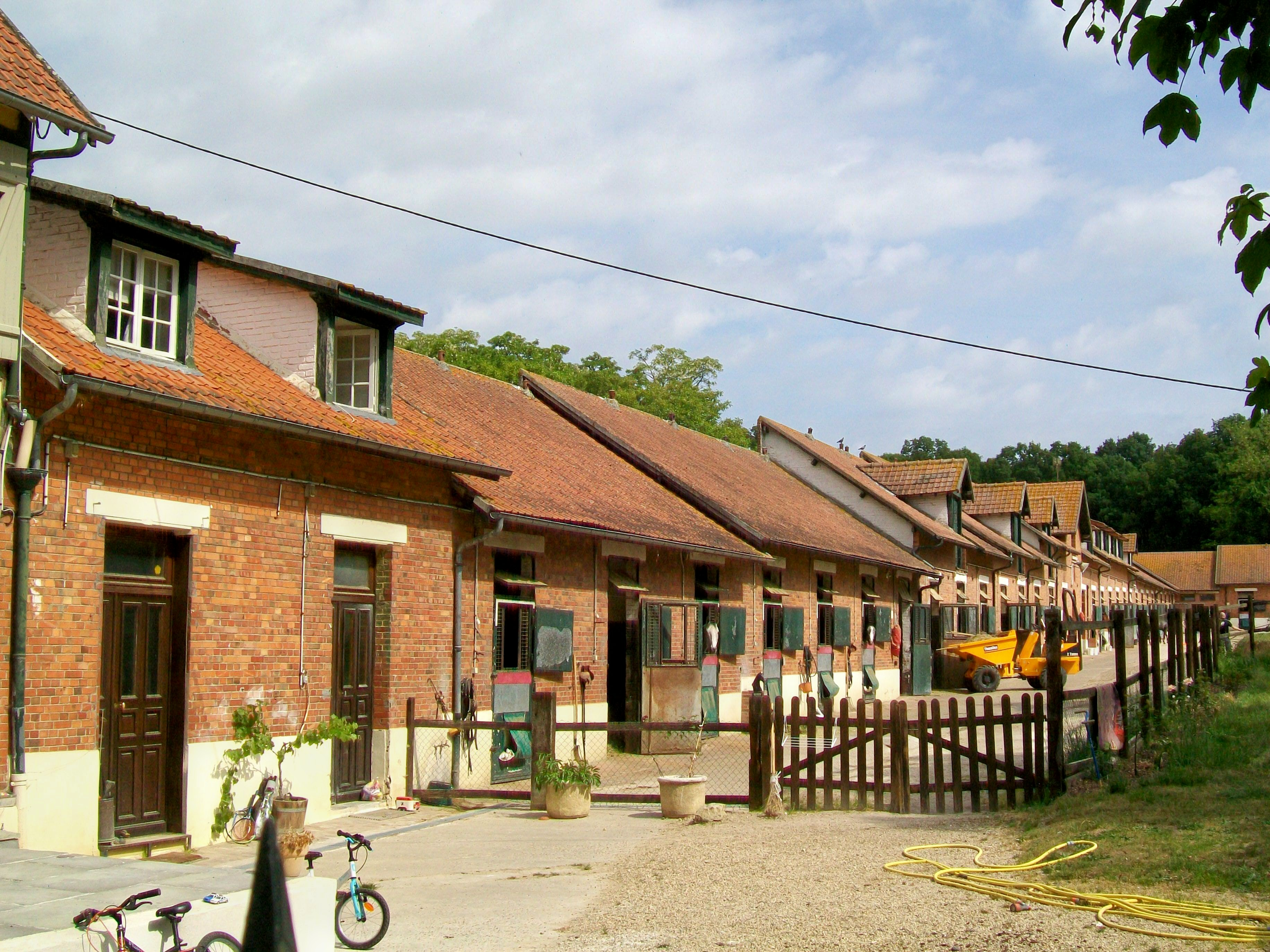
Une écurie voie de la Grange-des-Prés.

### Personnalités liées à la commune
- Maurice Bayrou (1905-1996), parlementaire français, mort dans la commune.
- Bernard Cazeneuve, premier ministre de François Hollande et ministre de l'Intérieur du gouvernement Valls, possède une résidence secondaire dans la commune[84].
- Pierre Pimpie, haut fonctionnaire et homme politique français, élu député européen en 2024, habite Lamorlaye[85].

### Héraldique
| Blason de Lamorlaye | Blason  | Orangé à la filière d'or, au chevron d'azur bordé aussi d'or brochant, chargé de trois besants d'argent et accompagné de trois merlettes aussi d'or. |
| Blason de Lamorlaye | Détails | Le statut officiel du blason reste à déterminer. |

## Pour approfondir